# Lago di Mergozzo
Lago di Mergozzo este o arie protejată (sit de importanță comunitară — SCI) din Italia întinsă pe o suprafață de 198 ha, integral pe uscat.

## Localizare
Centrul sitului Lago di Mergozzo este situat la coordonatele 45°56′20″N 8°27′30″E / 45.9388°N 8.4583°E.

## Înființare
Situl Lago di Mergozzo a fost declarat sit de importanță comunitară în decembrie 2022 pentru a proteja 10 specii de animale.

## Biodiversitate
Situată în ecoregiunea continentală, aria protejată conține 2 habitate naturale: Lacuri eutrofice naturale cu vegetație de tip Magnopotamion sau Hydrocharition, Păduri de Castanea sativa.
La baza desemnării sitului se află mai multe specii protejate:
- păsări (3): pescăruș albastru (Alcedo atthis), șoim călător (Falco peregrinus), cufundar polar (Gavia arctica)
- nevertebrate (1): Oxygastra curtisii
- pești (6): Alosa agone, Chondrostoma soetta, zglăvoacă (Cottus gobio), Rutilus pigus, Salmo marmoratus, Telestes muticellus

Pe lângă speciile protejate, pe teritoriul sitului au mai fost identificate 2 specii de amfibieni, 1 specie de nevertebrate, 1 specie de reptile.